# Distrito electoral de Avoca (condado de Cass, Nebraska)
Avoca (en inglés: Avoca Precinct) es un distrito electoral ubicado en el condado de Cass en el estado estadounidense de Nebraska. En el Censo de 2010 tenía una población de 596 habitantes y una densidad poblacional de 4,98 personas por km².

## Geografía
Avoca se encuentra ubicado en las coordenadas 40°49′9″N 96°6′48″O / 40.81917, -96.11333. Según la Oficina del Censo de los Estados Unidos, Avoca tiene una superficie total de 119.61 km², de la cual 119.36 km² corresponden a tierra firme y (0.21%) 0.25 km² es agua.

## Demografía
Según el censo de 2010, había 596 personas residiendo en Avoca. La densidad de población era de 4,98 hab./km². De los 596 habitantes, Avoca estaba compuesto por el 95.13% blancos, el 0.17% eran afroamericanos, el 0.84% eran amerindios, el 0.17% eran asiáticos, el 2.35% eran de otras razas y el 1.34% pertenecían a dos o más razas. Del total de la población el 3.19% eran hispanos o latinos de cualquier raza.